# Parallax mapping

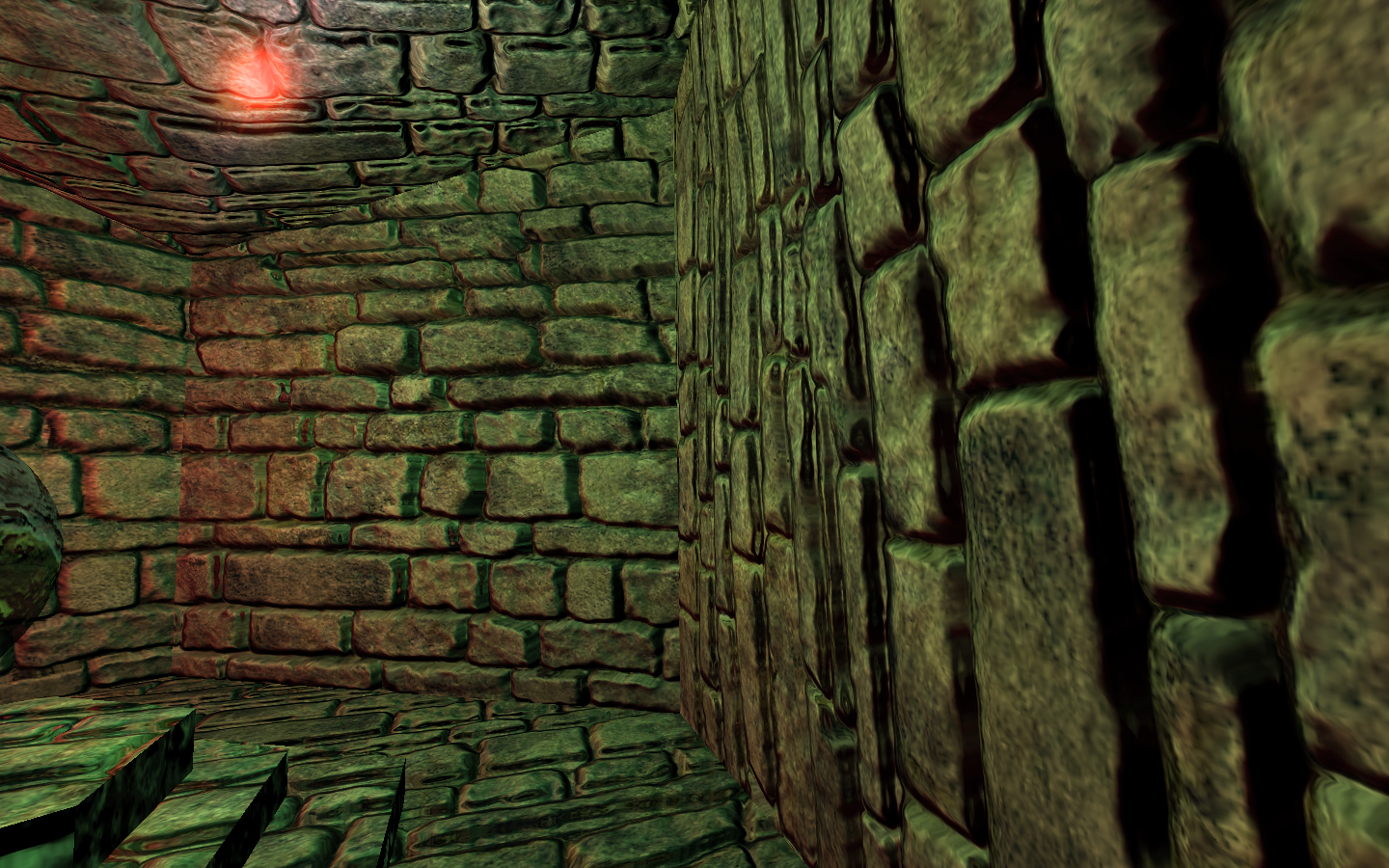
Скриншот из демонстрационного бенчмарка графического движка Irrlicht Engine, на котором представлена реализация технологии «Parallax mapping» для текстурирования стен, пола и потолка комнаты. Тени между кирпичами изменяются динамически в зависимости от положения источника света.

Parallax mapping («параллактическое отображение», также известен как offset mapping, per-pixel displacement mapping или virtual displacement mapping) — программная техника (методика) в трёхмерной компьютерной графике, усовершенствованный вариант техник bump mapping или normal mapping. Parallax mapping используется для процедурного создания трёхмерного описания текстурированной поверхности с использованием карт смещения (не путать с Displacement mapping) вместо непосредственного генерирования новой геометрии. Методику «Parallax mapping» условно можно назвать «2.5D», так как она позволяет добавлять трёхмерную сложность в текстуры, не создавая реальные трёхмерные графические структуры. Например, текстура каменной стены будет иметь визуальную объемность, хотя на самом деле геометрически она будет плоской. Parallax mapping был представлен Томомити Канэко (англ. Tomomichi Kaneko) в 2001 году. Parallax mapping полностью исполняется на графических процессорах видеокарты как пиксельный шейдер.

## Описание
Parallax mapping осуществляется смещением текстурных координат так, чтобы поверхность казалась объёмной. Главное отличие parallax mapping от displacement mapping в том, что в нём все расчеты попиксельные, а не повершинные. Идея метода состоит в том, чтобы возвращать текстурные координаты той точки, где видовой вектор пересекает поверхность. Это требует просчета лучей (рейтрейсинг) для карты высот, но если она не имеет слишком сильно изменяющихся значений («гладкая» или «плавная»), то можно обойтись аппроксимацией без использования рейтрейсинга. Если же в parallax mapping используется рейтрейсинг, то такой вариант называется «Parallax occlusion mapping».
Таким образом, parallax mapping хорош для поверхностей с плавно изменяющимися высотами, без просчёта пересечений и больших значений смещения. Подобный простой алгоритм отличается от normal mapping всего тремя инструкциями пиксельного шейдера: две математические инструкции и одна дополнительная выборка из текстуры. После того, как вычислена новая текстурная координата, она используется дальше для чтения других текстурных слоев: базовой текстуры, карты нормалей и т. п. Такой метод parallax mapping на современных графических процессорах почти так же эффективен, как обычное наложение текстур, а его результатом является более реалистичное отображение поверхности по сравнению с простым normal mapping.